# CareCross
CareCross ist eine gemeinnützige Schweizer Stiftung im Sinne der Art. 80ff. des schweizerischen Zivilgesetzbuches. Präsident ist Altnationalrat Roland Wiederkehr. Sie verfolgt das Ziel, die Gesundheit von Mensch und Umwelt zu fördern, zu erhalten oder wiederherzustellen.
Die Organisation wurde am 16. Februar 2009 als Stiftung eingetragen. Sie unterstützt Projekte im Bereich Straßenverkehrssicherheit in Polen und fährt neu eine Kampagne «Ein neues Bein für 100 Franken» zusammen mit dem indischen Hilfswerk Jaipur Foot. Es unterstützt Menschen, die bei Verkehrs- oder anderen Unfällen ein Bein verloren haben, mit Beinprothesen. Auf Ostern 2017 hin hat CareCross diese Kampagne „für Auferstehung“ gestartet. Ziel ist, dass die Schweiz ihre Entwicklungspolitik ergänzt mit Verkehrssicherheits-Projekten in low und middle income-Ländern.